# Orkater
Orkater is een gezelschap van musici, theatermakers en kunstenaars, dat vanaf de jaren 80 spraakmakende muziektheatervoorstellingen maakt.

## Geschiedenis
Orkater komt voort uit het Nederlandse Hauser Kamerorkest, waartoe Eddie B. Wahr, Dick Hauser, Rob Hauser, Gerard Atema en Thijs van der Poll behoorden. Bij de vorming van de muziektheatergroep Hauser Orkater in 1972 gingen ook Chris Bolczek, Jim van der Woude, de broers Alex van Warmerdam,  Marc van Warmerdam  en Vincent van Warmerdam en Josée van Iersel onderdeel uitmaken van het gezelschap. 
Hauser Orkater bestond van 1972 tot 1980, en was genoemd naar de mede-oprichters: componist en saxofonist Rob Hauser en musicus Dick Hauser en de combinatie van orkest en theater. Aanvankelijk speelde Hauser Orkater zijn voorstellingen in IJmuiden en omstreken. De echte doorbraak kwam na het eerste Amsterdamse optreden in het Shaffy Theater op 4 maart 1974 met de productie Op Avontuur waarin een continue stroom van geïntegreerde muziek, beelden en theaterelementen  werden gecombineerd tot een muziektheaterconcept. Veel voorstellingen behandelden een specifiek thema, en regelmatig is er sprake van interactie met andere media, acteurs, musici (zoals ook rockbands), en kunstenaars. Deze  mengeling van absurd theater, beelden en popmuziek sloeg aan,  binnen en buiten Nederland en leidde onder meer tot het succesvolle programma Zie de mannen vallen.
Na 1980 splitste het gezelschap zich in De Horde (1981-84) en de groep van Alex van Warmerdam, De Mexicaanse Hond (1980 tot heden) onder de paraplu van Stichting Orkater. Behalve de producties van Alex van Warmerdam worden alle voorstellingen uitgebracht onder de naam Orkater. Sinds 2009 worden de voorstellingen van nieuwe makers uitgebracht onder het label Orkater/De Nieuwkomers. De directie werd gevoerd door directeur Marc van Warmerdam en zakelijk leider Nicolien Luttels. Vanaf september 2021 is Wieke ten Cate algemeen directeur.
De voorstellingen van Orkater bevatten vrijwel altijd nieuw voor de gelegenheid geschreven en gemaakt werk. Orkater treedt zowel in theaters op als op festivals in binnen- en buitenland, en beheert een eigen cd-label (Starling Records). Een aantal voorstellingen zijn voor televisie geadapteerd.

## Leden van Hauser Orkater 1972-1980
- Gerard Atema
- Chris Bolczek
- Rob Boonzajer Flaes 1975
- Willem Hagen 1974-1978
- Rob Hauser
- Dick Hauser
- Josée van Iersel 1972-1974
- Peer Mascini
- Thijs van der Poll
- Eddie B. Wahr
- Alex van Warmerdam
- Marc van Warmerdam
- Vincent van Warmerdam
- Jim van der Woude

## Theatermakers Orkater na 1980
- Aat Ceelen
- Michiel de Regt
- Kaspar Schellingerhout
- Viktor Griffioen
- Erik van der Horst
- Alex van Warmerdam
- Marc van Warmerdam
- Vincent van Warmerdam
- Geert Lageveen
- Leopold Witte
- Ria Marks
- Titus Tiel Groenestege
- Gijs de Lange
- Porgy Franssen
- Gijs Scholten van Aschat
- Peter Blok
- Thijs van der Poll
- Eddie B. Wahr
- Dirk Groeneveld
- Kees van der Vooren
- Chris Bolczek
- Gerard Atema
- Jim van der Woude
- Dick Hauser
- Rob Hauser

en anderen.